# Katoliška narodna stranka
Die Katoliška narodna stranka (KNS) (deutsch Katholische Nationalpartei), ab 1905 Slovenska ljudska stranka (SLS) (deutsch Slowenische Volkspartei) war eine slowenische Partei in Österreich-Ungarn.

## Geschichte
Unter Ministerpräsident Eduard Taafe begann der Einfluss des slowenischen Lagers im Kronland Krain zu steigen und das deutsche Lager verlor in den 1880er Jahren seine dominante Stellung. In der Folge blühte das slowenische Vereinswesen immer mehr auf, jedoch führte der Wegfall des Drucks des deutschen Lagers zu Konflikten innerhalb des ehemals geeinten slowenischen Lagers. Es bildete sich in der Folge ein liberales und ein katholisches Lager heraus, wobei letzteres auch vom Laibacher Bischof Jakob Missia und vom späteren Bischof Antun Mahnić unterstützt wurde.  
Nachdem die Liberalen 1889 in Laibach den politischen Verein „Slovensko društvo“ gegründet hatten und dort 1891 auch die alleinige Führung übernahmen, gründete das katholische Lager 1890 den politischen Verein „Katoliško politično društvo“. Zwar traten die beiden Lager bei der Reichsratswahl 1891 noch gemeinsam an, danach trennten sie sich jedoch. Der Katoliško politično društvo entwickelte Anfang der 1890er Jahre unter dem Einfluss des Zweiten Österreichischen Katholikentages eine rege politische Aktivität, woraufhin 1892 auch der erste Slowenische Katholikentag abgehalten wurde, auf dem auch das slowenische katholische politische Programm formuliert wurde. Im Angesicht des wachsenden katholischen Lagers erklärten sich die Liberalen auf einer Veranstaltung des „Slovensko društvo“ 1891 zur Narodna stranka (Nationalpartei), während das katholische Lager nach dem Slowenischen Katholikentag als Katoliška narodna stranka bezeichnet wurde. In der Folge bildeten sich im Krainer Landtag zwei slowenische Abgeordnetenklubs sowie neue katholische und liberale Zeitschriften. Im Reichsrat blieb der slowenische Klub teilweise bis 1897 bestehen. Die Trennung der politischen Lager in der Krain vollzog sich in der Folge auch im Kronland Görz-Gradisca sowie Anfang des 20. Jahrhunderts in der Steiermark. 1895 traten die beiden Parteien erstmals getrennt im Krainer Landtag an, wobei die Katoliška narodna stranka alle Wahlkreise in den Landgemeinden für sich gewinnen konnte während die Liberalen die Stadtwahlkreise sowie die Wahlen in der Handels- und Gewerbekammer gewannen. Durch einen Pakt der Liberalen mit den Vertretern der Deutschen aus der Kurie des Großgrundbesitzes sowie der Gottschee blieb das katholische Lager jedoch bis 1908 von der Macht im Krainer Landtag ausgeschlossen. 
Zur Etablierung der Partei wurden in den Krainer Bezirken politische Organisationen gegründet; hinzu kam die systematische Organisierung der Arbeiterschaft durch verschiedene Vereine sowie die Gründung von Bauerngenossenschaften und Darlehenskassen. Bestrebungen, die Tätigkeit der Katholischen Nationalpartei auch auf andere Kronländer mit slowenischen Bevölkerung auszudehnen sowie die Diskussion über die Reform der Reichsratswahlordnung führten 1905 schließlich zur Umbenennung der Katholischen Nationalpartei in die „Slowenische Volkspartei“ (Slovenska ljudska stranka).
Nach der Wahlrechtsreform des Krainer Landtags konnte die Slowenische Volkspartei nach den Ergänzungswahlen 1908 die absolute Mehrheit im Landtag erringen, wodurch die ehemals liberal-deutsche Regierung abgelöst werden konnte. Auf Initiative der Krainer slowenischen katholischen Führer schlossen sich in der Folge die Slowenische Volkspartei mit der Slovenska ljudska stranka za Goriško (Slowenische Volkspartei für das Land Görz), mit dem Slovenska kmečka zveza za Štajersko (Slowenischer Bauernbund für die Steiermark) und dem Katoliško-politično in gospodarsko društvo za Slovence na Koroškem (Katholischen politischen und wirtschaftlichen Verein für die Slowenen in Kärnten) zur Vseslovenka ljudska stranka (Allslowenische Volkspartei) zusammen.

## Programm
Die Katoliška narodna stranka propagierte die Geltung der katholischen Prinzipien auf allen politischen und gesellschaftlichen Ebenen. Hinzu kam die Forderung nach nationaler und sprachlicher Gleichstellung. Unter dem Einfluss der Christlichsozialen Partei sowie der päpstlichen Enzykliken entwickelte die Katholische Nationalpartei zudem ein ambitioniertes politisches, soziales und wirtschaftliches Programm.